# Ульяновское сельское поселение (Татарстан)
Ульяновское се́льское поселе́ние — муниципальное образование в Черемшанском районе Татарстана Российской Федерации.
Вождь села Евдокимов Василий Иванович
Административный центр — село Ульяновка.

## История
Статус и границы сельского поселения установлены Законом Республики Татарстан от 31 января 2005 года № 45-ЗРТ «Об установлении границ территорий и статусе муниципального образования "Черемшанский муниципальный район" и муниципальных образований в его составе».

## Население
| 2010 | 2011 | 2012 | 2013 | 2014 | 2015 | 2016 |
| ---- | ---- | ---- | ---- | ---- | ---- | ---- |
| 840  | ↘838 | ↘830 | ↘828 | ↘812 | ↘809 | ↗823 |
| 2017 | 2018 |      |      |      |      |      |
| ↘817 | ↘790 |      |      |      |      |      |

## Состав сельского поселения
| № | Населённый пункт | Тип населённого пункта       | Население |
| - | ---------------- | ---------------------------- | --------- |
| 1 | Девичья Поляна   | деревня                      |           |
| 2 | Нагорный         | посёлок                      |           |
| 3 | Саминовка        | деревня                      |           |
| 4 | Сосновка         | деревня                      |           |
| 5 | Ульяновка        | село, административный центр |           |